# Windows Server 2003
Windows Server 2003 (kodenavn Whistler Server, også kendt som Windows NT 5.2) er efterfølgeren til Windows 2000 Server og blev lanceret 24. april 2003. Windows Server 2003 har stabiliteten fra Windows 2000 Server og funktionerne fra Windows XP og derved et stærkere system.
Til at begynde med blev Windows Server 2003 kaldt Windows .NET Server 2003. Men på grund af forvirring omkring .NET-teknologien blev navnet ændret.